# 周自强 (元朝)
周自强，字刚善，元朝临江路新喻州（今江西新余市）人。
周自强好学能写文章，因为懂得法律条文被选为吏。泰定年间，因说降广西洞徭民首领罢兵，特授广西两江道宣慰司都事。历任饶州路经历、婺州路义乌县尹，他审案必反复开导，使之悔悟。履亩核税，平均赋役、治政大行。吏部使者多次以他廉能向朝廷推举。改为奉议大夫、抚州路金溪县尹。以亚中大夫、江州路总管致仕。